# Rhoptromeris rufiventris
Rhoptromeris rufiventris är en stekelart som först beskrevs av Giraud 1860.  Rhoptromeris rufiventris ingår i släktet Rhoptromeris, och familjen glattsteklar. Arten är reproducerande i Sverige.